# La Barre-de-Monts
La Barre-de-Monts est une commune du Centre-Ouest de la France, située sur la Côte de Lumière, dans le département de la Vendée en région Pays de la Loire.
Ses habitants sont les Barriens.

## Géographie

### Localisation
Le bourg se trouve légèrement à l'intérieur des terres, bordant ainsi le Marais breton vendéen. Il est isolé des plages (plage de Fromentine, plage de La Bergère, plage de la Grande Côte, plage des Lays), situées au nord et à l'ouest et pour la plupart restées vierges de toute urbanisation, par un cordon dunaire planté de pins, constituant une partie de la forêt des Pays de Monts longeant la côte (cette même configuration s'étend ainsi sans discontinuer jusqu'au sud, vers Saint-Hilaire-de-Riez). D'ailleurs, avec ses 600 ha de pinède, La Barre-de-Monts possède le plus grand massif forestier du littoral vendéen. Celui-ci est traversé par des sentiers de randonnées pédestres, ainsi que par la route donnant accès au pont de Noirmoutier qui traverse le détroit de Fromentine. C'est sur les bords de ce détroit que se trouve le hameau de Fromentine situé au nord-ouest du bourg dont il est séparé par environ deux kilomètres, et qui constitue la station balnéaire de la commune, mais est aussi le principal embarcadère continental pour la liaison maritime desservant l'Île d'Yeu.
Le territoire est traversé par l'Étier de Sallertaine qui est navigable jusqu’au lieu-dit du Grand-Pont situé dans la commune de Beauvoir-sur-Mer.
Le territoire municipal de La Barre-de-Monts s’étend sur 2 729 hectares. L’altitude moyenne de la commune est de 3 mètres, avec des niveaux fluctuant entre 0 et 26 mètres,.
| Ile de Noirmoutier Océan atlantique | Océan atlantique    | Beauvoir-sur-Mer         |
| Océan atlantique                    | La Barre-de-Monts   | Saint-Urbain Sallertaine |
| Océan atlantique                    | Notre-Dame-de-Monts | Saint-Jean-de-Monts      |

## Toponymie
En poitevin, la commune est appelée La Bare.
En moyen français(1330-1500), Barre signifie « retranchement, clôture, barrière ».
En ancien occitan, « barra » signifie « droit de circulation dont le produit est affecté à l'entretien des routes et emplacement où se trouve l'habitation du fermier levant le droit de barre. ».
Dans un grand nombre de cas, le nom fait référence à une barrière de péage, le site désigné se trouvant souvent en bordure d'une route ancienne, voire à un carrefour.
Limite de fief, barrière de péage.
Le mot Barre a également désigné en toponymie des éperons rocheux (site naturel fortifié). À rapprocher du gaulois *barr- qui a dû signifier « extrémité, sommet », de la  racine pré-indo-européenne *bar « hauteur, rocher » de la racine pré-indo-européenne *bal  « hauteur, rocher ».

### Climat
Pour des articles plus généraux, voir Climat des Pays de la Loire et Climat de la Vendée.
En 2010, le climat de la commune est de type climat méditerranéen altéré, selon une étude du CNRS s'appuyant sur une série de données couvrant la période 1971-2000. En 2020, Météo-France publie une typologie des climats de la France métropolitaine dans laquelle la commune est exposée à un climat océanique et est dans la région climatique  Bretagne orientale et méridionale, Pays nantais, Vendée, caractérisée par une faible pluviométrie en été et une bonne insolation. 
Pour la période 1971-2000, la température annuelle moyenne est de 12,4 °C, avec une amplitude thermique annuelle de 12,7 °C. Le cumul annuel moyen de précipitations est de 776 mm, avec 12,9 jours de précipitations en janvier et 5,9 jours en juillet. Pour la période 1991-2020, la température moyenne annuelle observée sur la station météorologique de Météo-France la plus proche, « Saint-Jean de Monts », sur la commune de Saint-Jean-de-Monts à 11 km à vol d'oiseau, est de 13,1 °C et le cumul annuel moyen de précipitations est de 783,4 mm,. Pour l'avenir, les paramètres climatiques de la commune estimés pour 2050 selon différents scénarios d'émission de gaz à effet de serre sont consultables sur un site dédié publié par Météo-France en novembre 2022.

## Urbanisme

### Typologie
Au 1er janvier 2024, La Barre-de-Monts est catégorisée commune rurale à habitat dispersé, selon la nouvelle grille communale de densité à sept niveaux définie par l'Insee en 2022.
Elle appartient à l'unité urbaine de Saint-Hilaire-de-Riez, une agglomération intra-départementale regroupant sept  communes, dont elle est une commune de la banlieue,,. La commune est en outre hors attraction des villes,.
La commune, bordée par l'océan Atlantique, est également une commune littorale au sens de la loi du 3 janvier 1986, dite loi littoral. Des dispositions spécifiques d’urbanisme s’y appliquent dès lors afin de préserver les espaces naturels, les sites, les paysages et l’équilibre écologique du littoral, tel le principe d'inconstructibilité, en dehors des espaces urbanisés, sur la bande littorale des 100 mètres, ou plus si le plan local d’urbanisme le prévoit.

### Occupation des sols
L'occupation des sols de la commune, telle qu'elle ressort de la base de données européenne d’occupation biophysique des sols Corine Land Cover (CLC), est marquée par l'importance des territoires agricoles (46,7 % en 2018), en diminution par rapport à 1990 (49,4 %). La répartition détaillée en 2018 est la suivante : 
prairies (36,5 %), forêts (19,8 %), zones humides intérieures (15,8 %), zones urbanisées (10,4 %), terres arables (10,2 %), milieux à végétation arbustive et/ou herbacée (4,2 %), espaces verts artificialisés, non agricoles (1,2 %), zones industrielles ou commerciales et réseaux de communication (0,9 %), espaces ouverts, sans ou avec peu de végétation (0,7 %), zones humides côtières (0,3 %). L'évolution de l’occupation des sols de la commune et de ses infrastructures peut être observée sur les différentes représentations cartographiques du territoire : la carte de Cassini (XVIIIe siècle), la carte d'état-major (1820-1866) et les cartes ou photos aériennes de l'IGN pour la période actuelle (1950 à aujourd'hui).

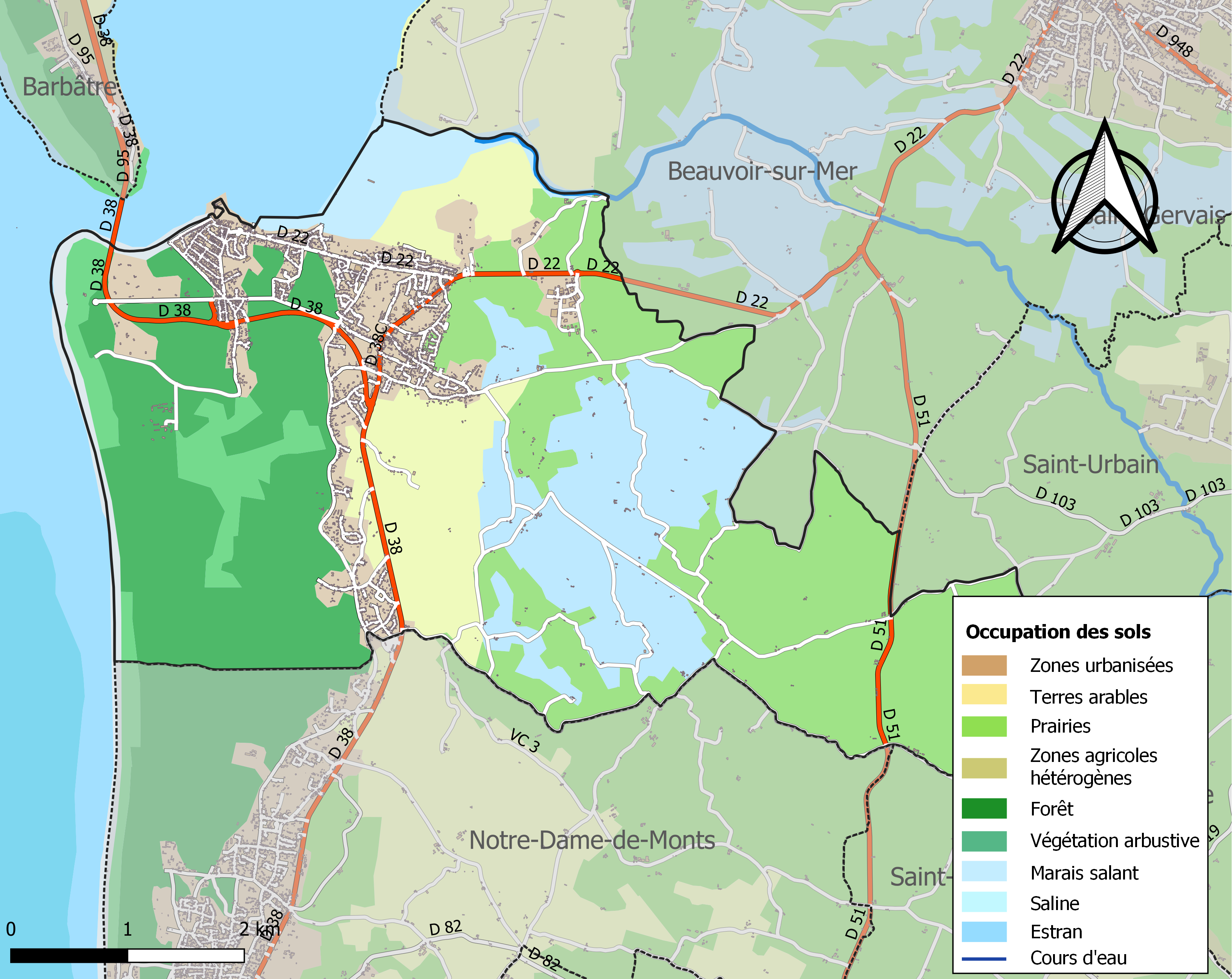
Carte des infrastructures et de l'occupation des sols de la commune en 2018 (CLC).

## Histoire

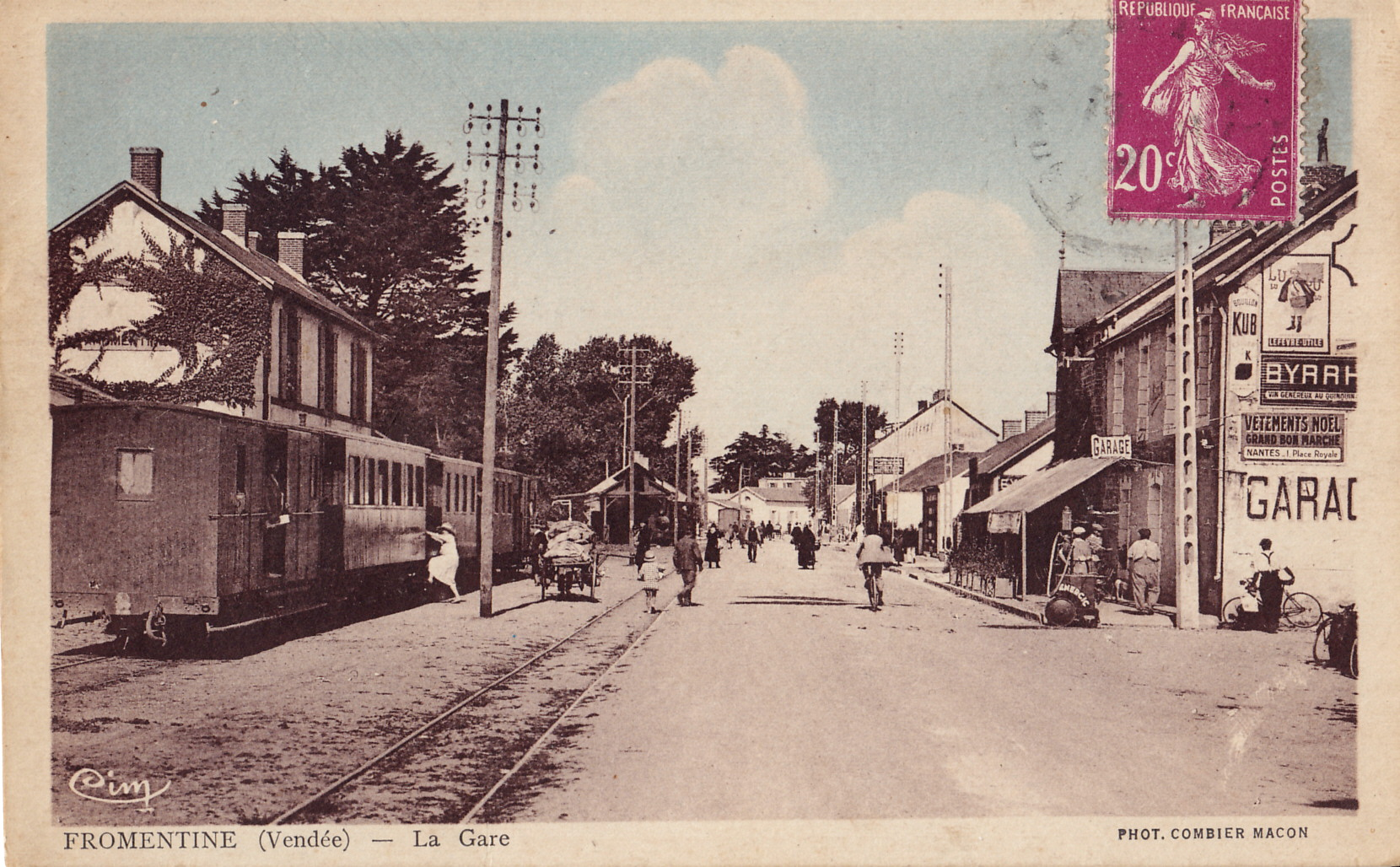
La gare de Fromentine, dans les années 1930.

Érigée en paroisse en 1812, la commune de La Barre-de-Monts a été érigée en section à l'état civil distinct en 1842, puis a été créée en 1853 par détachement d'une partie de celle de Notre-Dame-de-Monts.
En 1896, La Barre-de-Monts est desservie par la ligne de chemin de fer à voie métrique en provenance de Challans et se dirigeant vers Fromentine. Celle-ci est concédée à la Société du chemin de fer sur route de Challans à Fromentine. La section Beauvoir-sur-Mer - Fromentine de cette liaison ferroviaire sera intégrée, en 1923, à la ligne Bourgneuf - Saint-Gilles-Croix-de-Vie (prolongée vers Les Sables-d'Olonne en 1925). La ligne sera fermée le 1er octobre 1949.

## Politique et administration

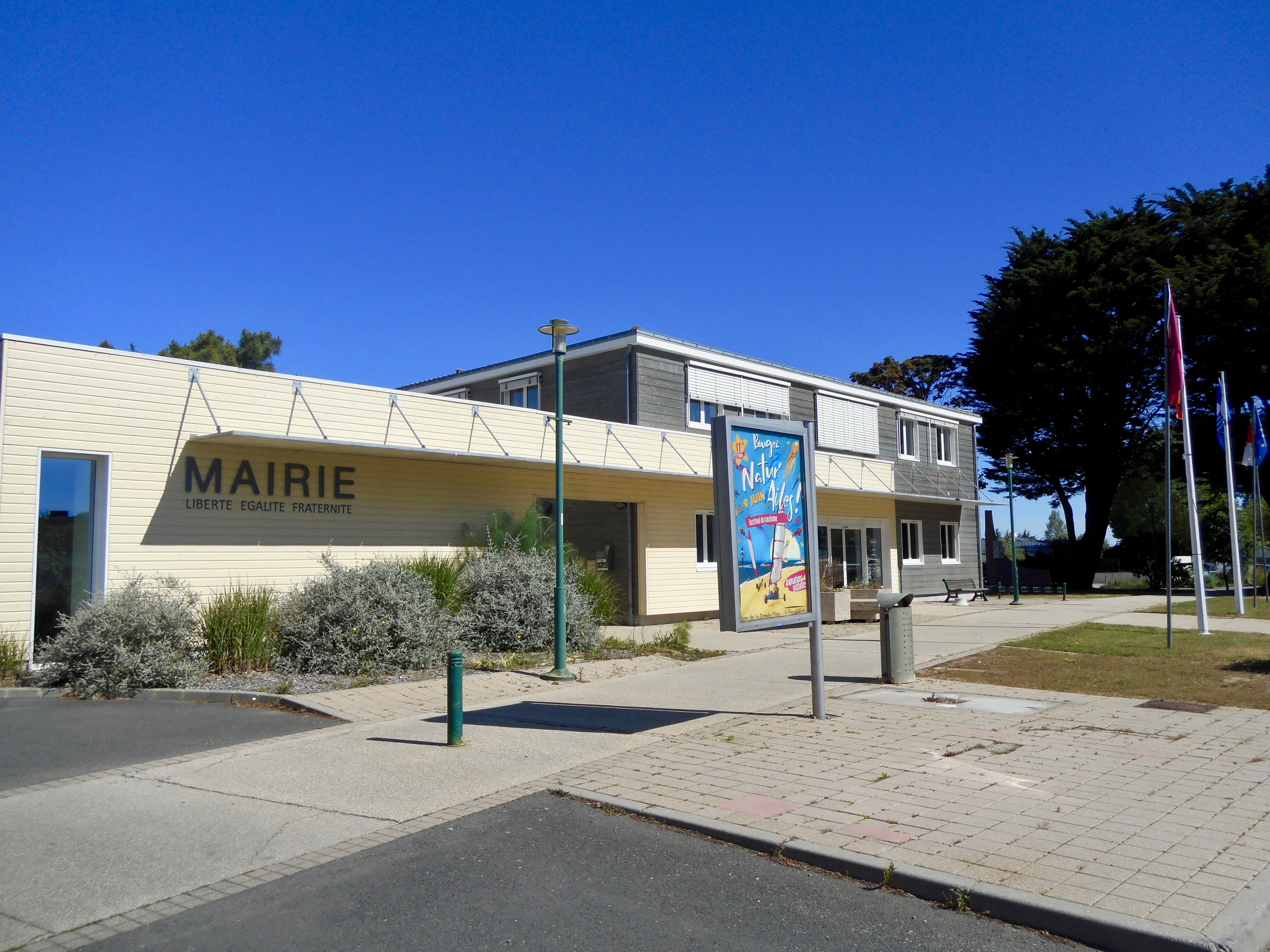
Mairie de La Barre-de-Monts.

## Population et société

### Démographie

#### Évolution démographique
L'évolution du nombre d'habitants est connue à travers les recensements de la population effectués dans la commune depuis 1856. Pour les communes de moins de 10 000 habitants, une enquête de recensement portant sur toute la population est réalisée tous les cinq ans, les populations de référence des années intermédiaires étant quant à elles estimées par interpolation ou extrapolation. Pour la commune, le premier recensement exhaustif entrant dans le cadre du nouveau dispositif a été réalisé en 2006.

En 2022, la commune comptait 2 356 habitants, en évolution de +7,43 % par rapport à 2016 (Vendée : +5,33 %, France hors Mayotte : +2,11 %).
| 1856  | 1861  | 1866  | 1872  | 1876  | 1881  | 1886  | 1891  | 1896  |
| ----- | ----- | ----- | ----- | ----- | ----- | ----- | ----- | ----- |
| 1 616 | 1 617 | 1 610 | 1 404 | 1 452 | 1 442 | 1 464 | 1 510 | 1 535 |

| 1901  | 1906  | 1911  | 1921  | 1926  | 1931  | 1936  | 1946  | 1954  |
| ----- | ----- | ----- | ----- | ----- | ----- | ----- | ----- | ----- |
| 1 553 | 1 605 | 1 646 | 1 465 | 1 437 | 1 436 | 1 414 | 1 483 | 1 621 |

| 1962  | 1968  | 1975  | 1982  | 1990  | 1999  | 2006  | 2011  | 2016  |
| ----- | ----- | ----- | ----- | ----- | ----- | ----- | ----- | ----- |
| 1 750 | 1 789 | 1 674 | 1 701 | 1 727 | 1 810 | 2 055 | 2 169 | 2 193 |

| 2021  | 2022  | - | - | - | - | - | - | - |
| ----- | ----- | - | - | - | - | - | - | - |
| 2 298 | 2 356 | - | - | - | - | - | - | - |

#### Pyramide des âges
La population de la commune est relativement âgée.
En 2018, le taux de personnes d'un âge inférieur à 30 ans s'élève à 25,0 %, soit en dessous de la moyenne départementale (31,6 %). À l'inverse, le taux de personnes d'âge supérieur à 60 ans est de 41,3 % la même année, alors qu'il est de 31,0 % au niveau départemental.
En 2018, la commune comptait 1 067 hommes pour 1 134 femmes, soit un taux de 51,52 % de femmes, légèrement supérieur au taux départemental (51,16 %).
Les pyramides des âges de la commune et du département s'établissent comme suit.
| Hommes | Classe d’âge | Femmes |
| ------ | ------------ | ------ |
| 0,7    | 90 ou +      | 2,0    |
| 11,1   | 75-89 ans    | 15,4   |
| 27,8   | 60-74 ans    | 25,4   |
| 19,5   | 45-59 ans    | 19,5   |
| 14,5   | 30-44 ans    | 14,0   |
| 12,7   | 15-29 ans    | 11,6   |
| 13,7   | 0-14 ans     | 12,0   |

| Hommes | Classe d’âge | Femmes |
| ------ | ------------ | ------ |
| 0,8    | 90 ou +      | 2,2    |
| 8,7    | 75-89 ans    | 11,1   |
| 20,3   | 60-74 ans    | 21,3   |
| 20     | 45-59 ans    | 19,4   |
| 17,5   | 30-44 ans    | 16,8   |
| 15     | 15-29 ans    | 13,2   |
| 17,7   | 0-14 ans     | 16,1   |

## Économie

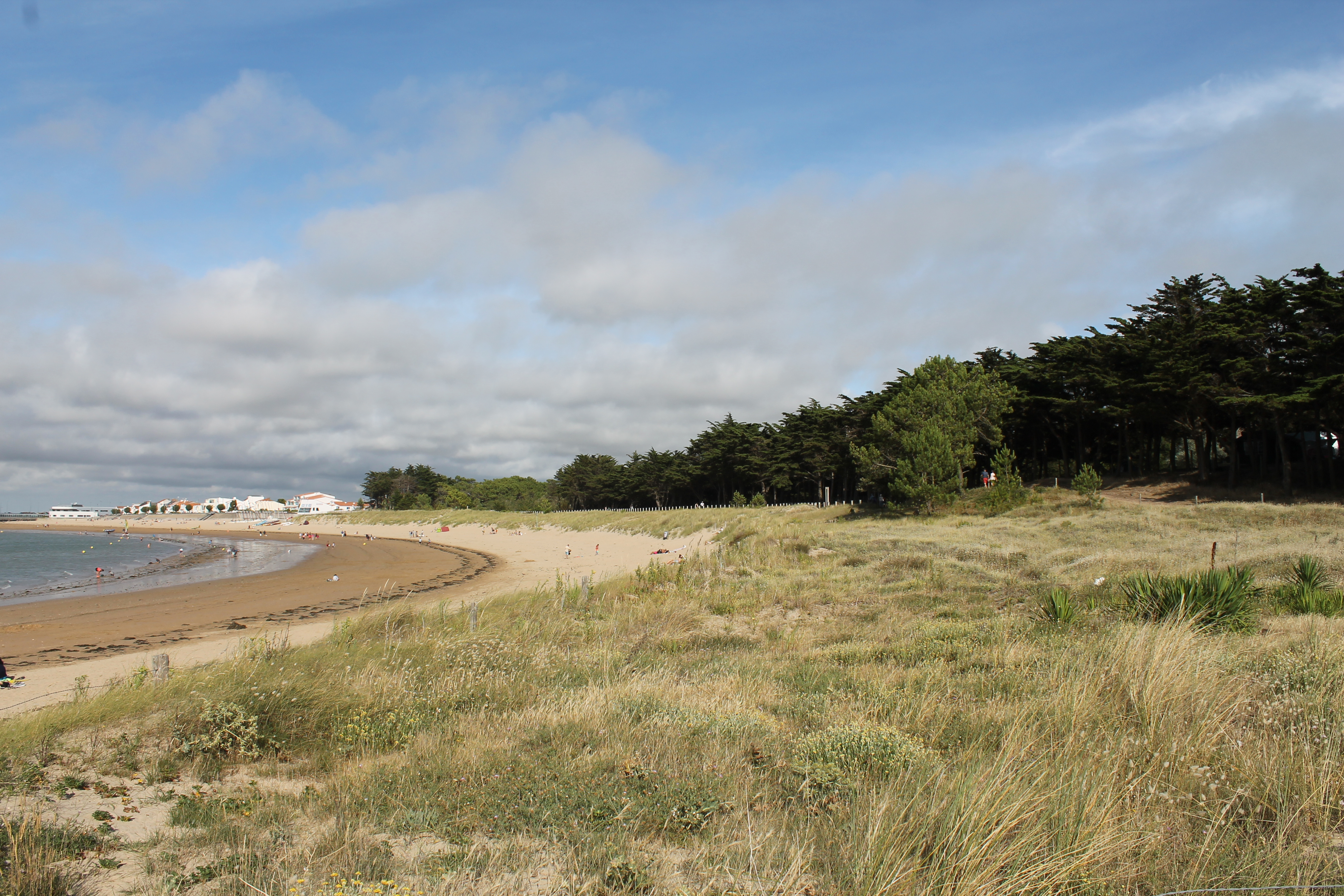
Plage de Fromentine.

- La pêche au carrelet est très prisée par les touristes.
- L'ostréiculture.
- Le tourisme.

## Culture et patrimoine

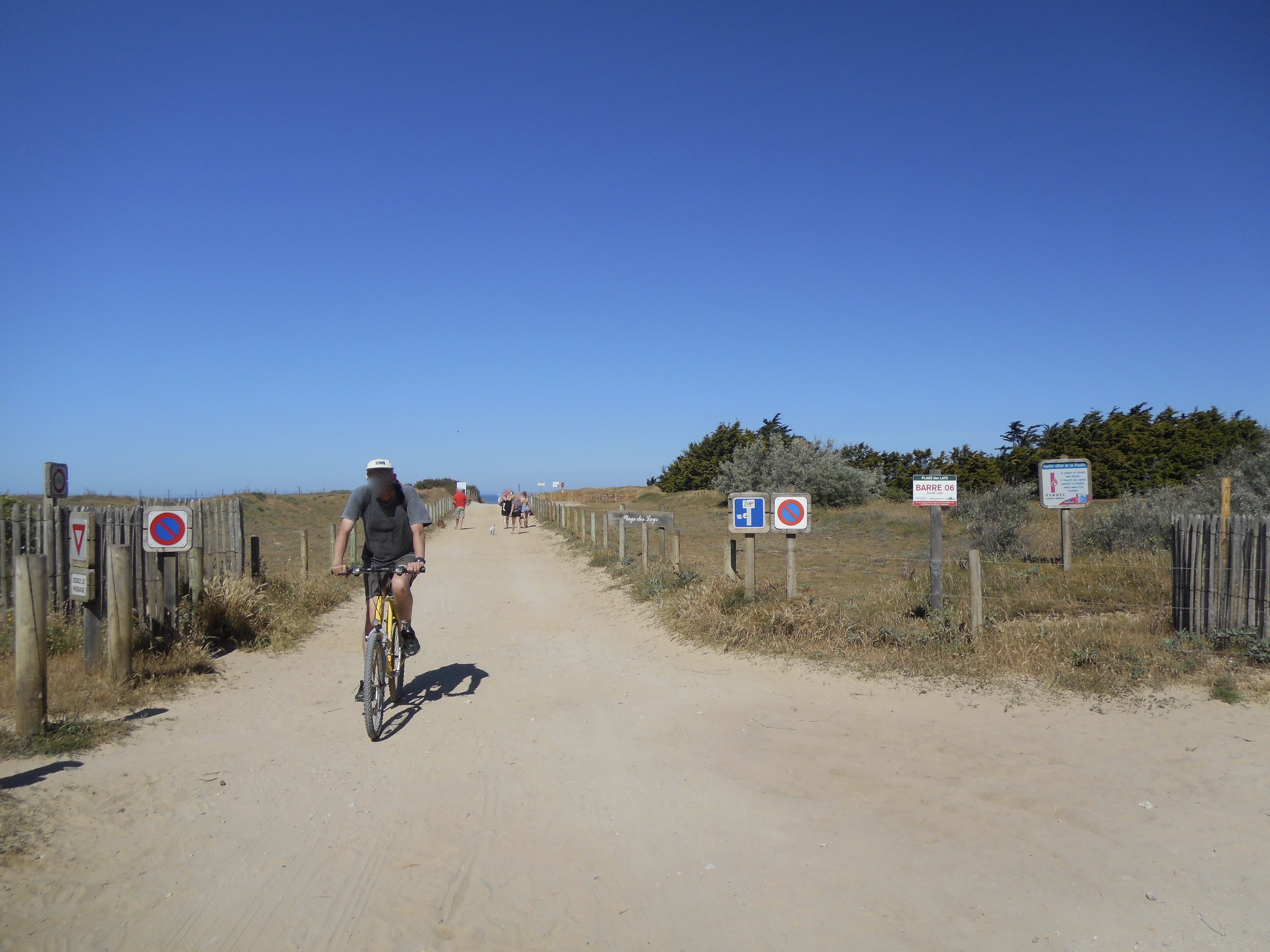
Plage des Lays (2019).

### Lieux et monuments
- Écomusée du marais vendéen - Le Daviaud, Écomusée du marais vendéen Le Daviaud - L'écluse du Porteau.

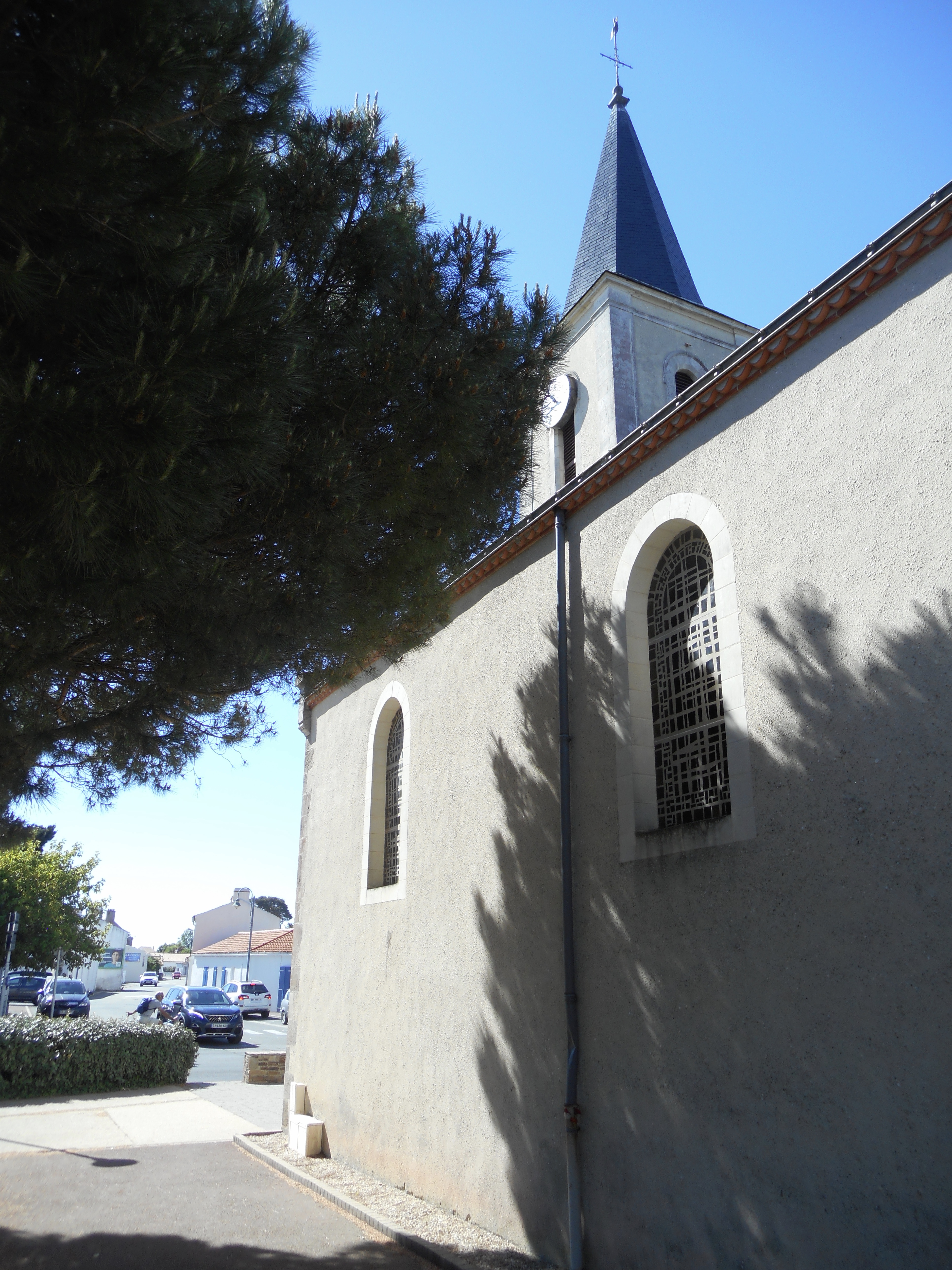
Église Saint-Louis.
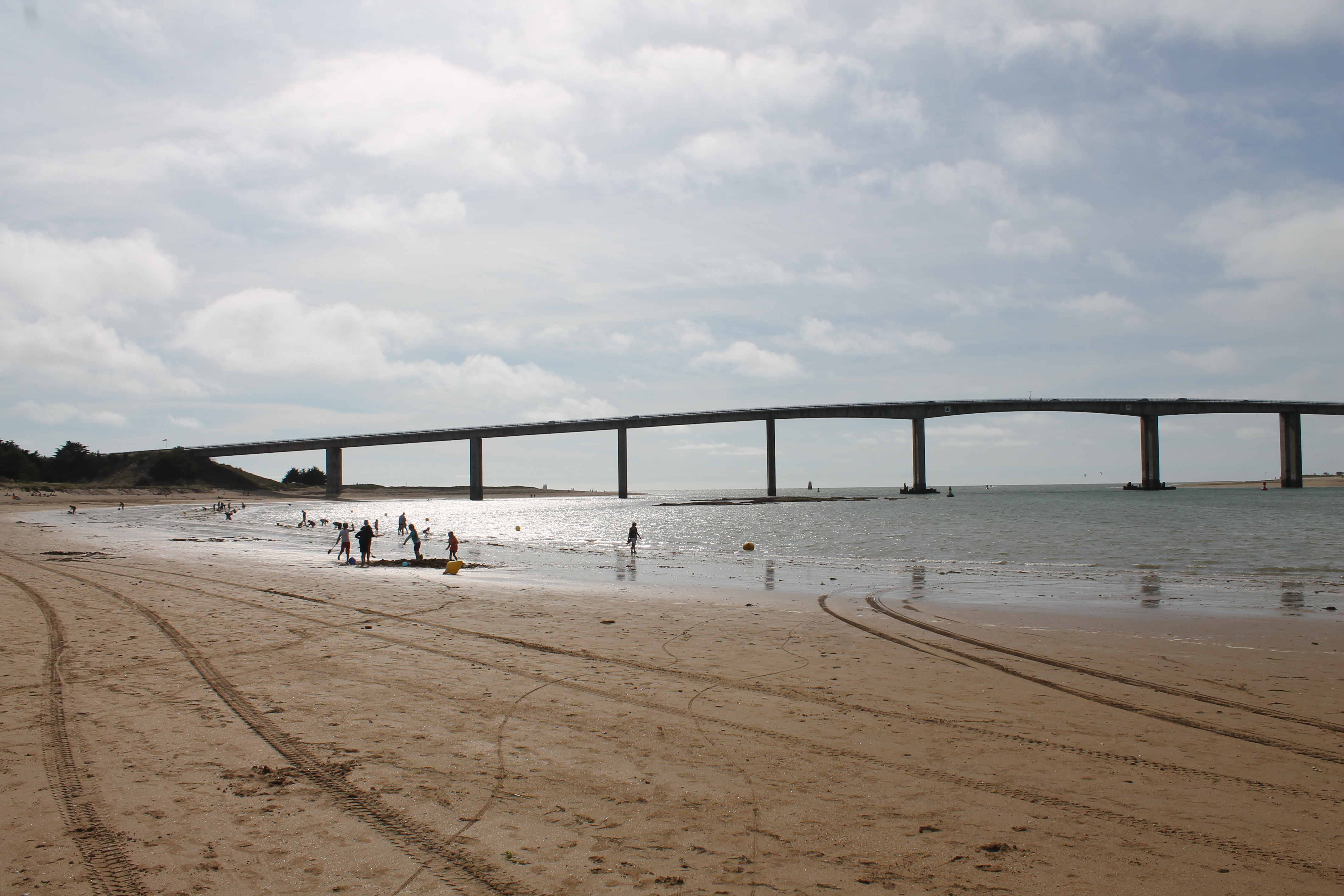
Pont de Noirmoutier.
- La plage des Lays.

- Église Saint-Louis.
- Pont de Noirmoutier.

### Personnalités liées à la commune
- Claude Auclair, auteur de bande dessinée.
- Chehade, artiste-peintre .

### Héraldique
| Blason | Blasonnement : D'or à la barre d'azur accompagnée à dextre de trois monts de sable mouvant du flanc et de la partition et portant trois pins au naturel, et à senestre d'un vaisseau de gueules équipé d'argent voguant sur une mer ondée de sinople. |